# Plastobelyta gallicola
Plastobelyta gallicola is een vliesvleugelig insect uit de familie Pteromalidae. De wetenschappelijke naam is voor het eerst geldig gepubliceerd in 1906 door Kieffer.